# Ägyptische Raumfahrtbehörde
Die Ägyptische Raumfahrtbehörde (arabisch وكالة الفضاء المصرية Wikālat al-Faḍāʾ al-miṣrīya), wegen der englischen Bezeichnung Egyptian Space Agency mit EgSA abgekürzt, ist eine Weltraumorganisation der Arabischen Republik Ägypten. Sie hat ihren Sitz in der Ägyptischen Raumfahrtstadt östlich von Kairo, zwischen der Vorstadt Neu-Kairo und der Neuen Verwaltungshauptstadt. Direktor im Rang eines Ministers ist seit dem 19. August 2022 der Physiker Sherif Mohamed Sedky.

## Geschichte

### NARSS
Die ägyptische Raumfahrt begann im Jahr 1971 mit der Gründung des Ägyptischen Fernerkundungszentrums an der Akademie für wissenschaftliche Forschung und Technik in Kairo. Hierbei handelte es sich um ein gemeinsames Projekt der Akademie, der Oklahoma State University – Stillwater und der National Science Foundation der USA. Damals waren dort 65 Wissenschaftler tätig, die sich ab 1972 mit der Auswertung von Aufnahmen des amerikanischen Erdbeobachtungssatelliten Landsat 1 befassten.
1991 wurde das Forschungszentrum aus der Akademie ausgegliedert und als Nationale Behörde für Fernerkundung direkt dem Forschungsministerium unterstellt. Auf der Basis eines Präsidialerlasses von 1992 wurde die Einrichtung 1994 zur Nationalen Behörde für Fernerkundung und Weltraumwissenschaften (arabisch الهيئة القومية للاستشعار من البعد وعلوم الفضاء, DMG al-Hayʾa al-qaumīya li-l-istišʿār min al-buʿd wa-ʿulūm al-faḍāʾ) hochgestuft, wegen der englischen Bezeichnung National Authority for Remote Sensing and Space Sciences oft „NARSS“ abgekürzt. Die Behörde unterstand zunächst weiterhin dem Forschungsministerium, seit der Kabinettsreform von 1996 dem Hochschul- und Forschungsministerium.
Bislang brachte die NARSS folgende Erdbeobachtungssatelliten ins All:
| Name       | Startzeitpunkt (UTC)   | Startplatz | Satellitenhersteller | Trägerrakete      |
| ---------- | ---------------------- | ---------- | -------------------- | ----------------- |
| EgyptSat 1 | 17. April 2007 07:02   | Baikonur   | KB Juschnoje         | Dnepr             |
| EgyptSat 2 | 16. April 2014 16:20   | Baikonur   | RKK Energija         | Sojus-U           |
| EgyptSat-A | 21. Februar 2019 16:47 | Baikonur   | RKK Energija         | Sojus-2.1b/Fregat |
| Ägypten 2  | 4. Dezember 2023 04:10 | Jiuquan    | CAST/AITC            | Langer Marsch 2C  |

### EgSA
Nach der Machtübernahme von Abd al-Fattah as-Sisi trieb das Hochschul- und Forschungsministerium, zunächst unter Minister Ashraf El-Shihy (September 2015 – Februar 2017), dann unter Khaled Abdel Ghaffar (Februar 2017 – August 2022) die Gründung einer zusätzlichen Raumfahrtbehörde voran. Der Hauptgrund hierfür war damals, dass zahlreiche Ingenieure und Wissenschaftler aus dem Fachbereich Raumfahrt, nachdem sie auf Staatskosten ausgebildet worden waren, das Land verließen. Diesen Fachkräften wollte man eine berufliche Perspektive in Ägypten bieten, um der Talentabwanderung entgegenzuwirken. Am 27. September 2017 billigte der Ministerrat einen diesbezüglichen Gesetzentwurf des Hochschul- und Forschungsministeriums und leitete ihn an das Parlament weiter. Zu diesem Zeitpunkt wurde auf der Basis einer chinesisch-ägyptischen Vereinbarung von 2016 mit Unterstützung der Chinesischen Akademie für Weltraumtechnologie bereits am Aufbau eines Zentrums für Endmontage, Integration und Tests von Satelliten (AITC) östlich von Kairo gearbeitet, das den Kern einer zukünftigen Raumfahrtstadt bilden sollte.
Am 12. November 2017 billigte der Ausschuss für Erziehung und Wissenschaft des Parlaments den Gesetzentwurf des Ministeriums, und am 17. Januar 2018 setzte Präsident as-Sisi das Gesetz mit seiner Unterschrift in Kraft.
Dies gilt heute als Gründungstag der Ägyptischen Raumfahrtbehörde.
Als Ziel der unter der direkten Aufsicht des ägyptischen Präsidenten stehenden Behörde war in dem Gesetz nicht nur der Bau von Satelliten festgeschrieben, sondern auch deren Start von ägyptischem Territorium.

## Direktorium
Nach einer längeren Vorbereitungsphase setzte Präsident as-Sisi im August 2019 per Erlass die Verwaltung der EgSa ein. Das Tagesgeschäft der Behörde leitet ein vom Präsidenten für jeweils ein Jahr ernannter Generaldirektor, von August 2019 bis August 2022 Mohamed Afifi El-Quosi.
Der Generaldirektor ist Teil des Direktoriums, das nicht von ihm selbst, sondern vom jeweiligen Premierminister geleitet wird, der wiederum den stellvertretenden Generaldirektor ernennt.
Weitere Mitglieder des Direktoriums sind der Minister für Hochschulbildung und wissenschaftliche Forschung und der stellvertretende Vorsitzende des Staatsrats (ein Verwaltungsgericht), dazu noch Vertreter folgender Behörden:
- Verteidigungsministerium
- Innenministerium
- Finanzministerium
- Ministerium für militärische Produktion
- Präsidialamt
- General Intelligence Service
- Antikorruptionsbehörde.[17]

## Aktivitäten
Das erste Großprojekt der Ägyptischen Raumfahrtbehörde war der Bau der Ägyptischen Raumfahrtstadt (arabisch مدينة الفضاء المصرية Madīnat al-faḍāʾ al-miṣrīya) auf einem 5000 m² großen Areal östlich von Kairo, die im Endzustand aus 23 Einzelgebäuden bestehen soll. Neben dem Montage- und Testzentrum für Satelliten soll dort auch ein Satellitenkontrollzentrum für Bahnverfolgung und Steuerung entstehen, die Ägyptische Raumfahrtakademie sowie ein Forschungszentrum mit Museum und Bücherei. Seit Ende 2022 ist dort auch das Hauptquartier der Afrikanischen Weltraumorganisation (African Space Agency)  AfSA der Afrikanischen Union angesiedelt.
Was die eigentliche Raumfahrt betrifft, so arbeitete man in dem Satellitenmontagezentrum (arabisch مركز تجميع واختبار الأقمار الصناعية Markaz taǧmīʿ wa-ḫtibār al-aqmār aṣ-ṣināʿīya) 50 m nordöstlich des Verwaltungsgebäudes bis Ende Juni 2023 zusammen mit chinesischen Ingenieuren in einer 1:1-Besetzung an dem Erdbeobachtungssatelliten Ägypten 2 (nicht zu verwechseln mit EgyptSat 2), einem Projekt, das noch von der NARSS in die Wege geleitet worden war.
Seit dem 6. Dezember 2023 ist die EgSA auf Planungsebene an der Internationalen Mondforschungsstation beteiligt; die Behörde soll sowohl mit Komponenten für die dort eingesetzten Sonden und Roboter als auch beim Bodensegment zu dem Projekt beitragen. Da Ägypten mit Wirkung vom 1. Januar 2024 in die Gruppe der BRICS-Staaten aufgenommen wurde, partizipiert die EgSA laut einem weiteren am 6. Dezember 2023 unterzeichneten Vertrag an der virtuellen Erdbeobachtungssatelliten-Konstellation der Staatengruppe, außerdem ist sie in die chinesische Planetenerkundung eingebunden.
Auch auf Firmenebene kooperiert man mit China. So vereinbarte Direktor Sedky im Juli 2023 nach dem erfolgreichen Abschluss des Ägypten-2-Projekts bei einem Besuch einer Delegation der China Aerospace Science and Technology Corporation unter Führung von Generaldirektor Zhang Zhongyang (张忠阳, * 1970) eine verstärkte Zusammenarbeit mit dem Staatskonzern.
Außerdem bietet die EgSA kostenpflichtige Online-Kurse (nur auf Englisch, nicht auf Arabisch), bei denen in einem Zeitraum zwischen 19 Tagen (Bodensegment-Spezialist) und 58 Tagen (Satellitenkonstruktion) Zertifikate erworben werden können.
Für Studenten und Fakultätsmitglieder von Universitäten, nicht jedoch für in anderen Berufen tätige Personen, werden Stipendien vergeben. Kursgebühren und Stipendien sind nach den Kategorien „Entwicklungsland“ und „Industrieland“ gestaffelt.